# Grafikon dopravy

Ukázka velmi jednoduchého dopravního grafikonu. Výjezd spojů je znázorněn vlevo dole, jejich jízda do cílové stanice je zobrazena jako zelená spojnice, konečná stanice představuje horní okraj grafikonu. Tam nějakou dobu čekají (čekání je zobrazeno žlutou vodorovnou linkou). Cestu zpět pak představují červené úsečky směřující opět dolů, do výjezdní stanice. Modře je zobrazeno další čekání vozidel nebo vlaků v první stanici. Jedná se o rovnoběžný grafikon, kde jsou tři grafy, představující tři spoje, které vyjely z depa v určitém časovém odstupu a jedou stejnou rychlostí.

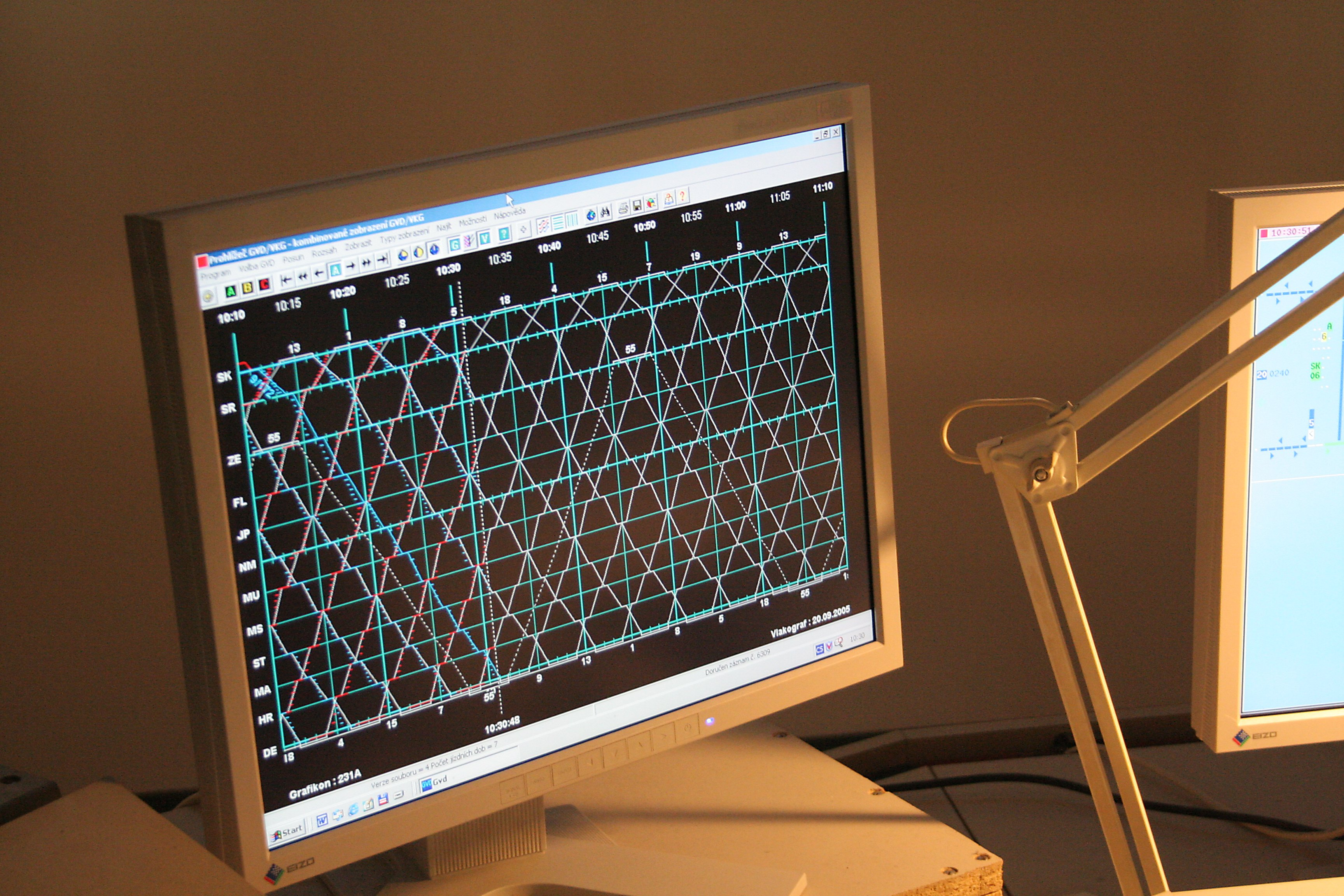
Mnohem složitější grafikon, který se v roce 2005 používal v pražském metru pro linku A (Skalka – Dejvická). Princip zůstává stejný. Z grafikonu je například patrné, že se protijedoucí soupravy pravidelně setkávaly ve stanicích Jiřího z Poděbrad a Můstek.

Grafikon se svislou časovou osou. Riesbahn, Bavorsko.

Grafikon dopravy je grafické znázornění pohybu dopravních spojů (vlaků, vozidel) po trase, tedy grafická forma jízdního řádu. Spoje se zobrazují jako lomené čáry nebo úsečky na grafu kartézské soustavy souřadnic, vodorovná osa obvykle znamená čas v rámci provozního dne, svislá místo na trase (dopravny jako jsou stanice nebo výhybny, dále zastávky, případně křižovatky, kontrolní body, hranice nebo jiná místa). Jízda jedním směrem je zobrazena šikmou čarou směřující doprava nahoru, jízda zpět šikmou čarou směřující doprava dolů, stání vozidla nebo vlaku v mezilehlém nebo koncovém místě je znázorněno vodorovnou částí čáry, rychlejší jízda větším sklonem čáry.
Používá se zejména při plánování drážní nebo linkové dopravy a tvorbě jízdních řádů, při provádění, řízení a kontrole dopravy, kdy jej využívají například dispečeři, výpravčí nebo strojvedoucí. Může být použit i cestujícím místo běžného jízdního řádu, ale veřejné poskytování informací o jízdních řádech touto formou není obvyklé.
Grafikonem se v drážní a městské autobusové dopravě často nazývá nejen grafické zobrazení, ale i abstraktní řád tímto zobrazením vyjádřený. Různé typy jízdních řádů (zastávkové, vozové, staniční, vlakové atd.) pak bývají označeny číslem nebo názvem grafikonu, k němuž příslušejí.

## Druhy grafikonů dopravy
- rovnoběžné grafikony lze použít, pokud všechny spoje mají stejné jízdní doby. Na svislé ose pak nemusí být vzdálenost, ale standardní jízdní doba mezi stanicemi.

- různoběžné – grafikony tohoto typu se vyskytují nejčastěji na železnici, vlaky jezdí na různých tratích různými rychlostmi a mají různé jízdní doby.

## Grafikon vlakové dopravy
V železniční dopravě se pracovalo s pojmem Grafikon vlakové dopravy (GVD), který zahrnoval nejen výše popsané grafické znázornění jízd vlaků (označované jako nákresný jízdní řád nebo list GVD), ale také všechny služební pomůcky související s organizací práce na železnici, mezi něž patří:
- Sešitový jízdní řád (obsahují tabelární jízdní řády, pro každý vlak platí samostatný tabelární jízdní řád)
- Vlaky osobní dopravy (řazení vlaků osobní dopravy, oběhy souprav apod.)
- Čekací doby a opatření při zpoždění vlaků osobní dopravy
- Plán vlakotvorby (řeší tvorbu nákladních vlaků pro celou železniční síť)
- Plán řazení nákladních vlaků
- Rozkaz o zavedení grafikonu vlakové dopravy
- Grafikon oběhu lokomotiv
- Turnusy lokomotivních a vlakových čet
- Seznam vlaků pro staniční zaměstnance
- Seznam vlaků pro traťové zaměstnance

V Česku se od konce 90. let 20. století tyto pomůcky stále častěji používají v elektronické formě. To souvisí nejen s rozšiřujícím se používáním osobních počítačů v železniční dopravě, ale i s používáním systému SENA (Sestava nákresného jízdního řádu výpočetní technikou), který se používá pro sestavu nákresného jízdního řádu včetně navazujících pomůcek.